# ماساهيرو شيمودا
ماساهيرو شيمودا (10 فبراير 1967 بتوشيما في اليابان - ) (بالكانا:シモダ マサヒロ) هو لاعب كرة قدم ياباني في مركز الوسط. لعب مع Tōwa Real Estate Co. Football Club ‏.

## وصلات خارجية
- ماساهيرو شيمودا على موقع قاعدة بيانات كرة القدم.إي يو (الإنجليزية)
- ماساهيرو شيمودا على موقع Soccerway.com (الإنجليزية)
- ماساهيرو شيمودا على موقع عالم كرة القدم.نت (الإنجليزية)